# Rollandia
A Rollandia a madarak osztályába és a vöcsökalakúak (Podicipediformes) rendjébe, ezen belül a vöcsökfélék (Podicipedidae) családjába tartozó nem.

## Rendszerezésük
A nemet Charles Lucien Jules Laurent Bonaparte francia ornitológus írta le 1856-ban, az alábbi 2 faj tartozik:
- Rolland-vöcsök (Rollandia rolland)
- Titicaca-vöcsök (Rollandia microptera)

## Előfordulásuk
Dél-Amerika területén honosak. Természetes élőhelyei az édesvízi tavak és mocsarak környéke.

## Megjelenésük
Testhosszuk 36-45 centiméter körüli.